# 神明公園
神明公園（しんめいこうえん）は、愛知県西春日井郡豊山町にある公園である。公園分類は地区公園。

## 概要
県営名古屋空港のすぐ近くにある公園である。2001年（平成13年）9月から整備が進められ、2005年（平成17年）4月1日にオープンした。
園内には飛行機に関する博物館「航空館boon」がある。「boon」とは飛行機が飛ぶ音のほかに、英語で「恩恵」という意味もあり、豊山町が長らく飛行場（名古屋空港）の恩恵を受けてきたことを表すものである。館内には飛行機やヘリコプターが展示されているほか、クイズやフライトシミュレータなど、さまざまな体験ができるコーナーもある。
滑走路を離着陸する飛行機を間近で見学する事が出来る。そのため、家族連れや航空ファンが訪れ、スポッティングや撮影が行われる。
そのほか園内には遊具や遊歩道、展望台、バーベキュー場などがある。

## 交通アクセス
- 愛知県名古屋市中区栄の「名古屋栄」バス停からとよやまタウンバス南ルートで終点の「航空館boon」バス停下車。
- 県営名古屋空港より徒歩で約30分。
- 名鉄小牧線 間内駅より徒歩で約1時間。